# Liste der Biografien/Fef
Liste der Biografien |
Portal Biografien |
Personensuche
# |
A |
B |
C |
D |
E |
F |
G |
H |
I |
J |
K |
L |
M |
N |
O |
P |
Q |
R |
S |
T |
U |
V |
W |
X |
Y |
Z |
?
 
Fa |
Fe |
Ff |
Fh |
Fi |
Fj |
Fk |
Fl |
Fm |
Fn |
Fo |
Fr |
Ft |
Fu |
Fy
 
Fea |
Feb |
Fec |
Fed |
Fee |
Fef |
Feg |
Feh |
Fei |
Fej |
Fek |
Fel |
Fem |
Fen |
Feo |
Fer |
Fes |
Fet |
Feu |
Fev |
Few |
Fey |
Fez
Die Liste der Biografien führt alle Personen auf, die in der deutschsprachigen Wikipedia einen Artikel haben. Dieses ist eine Teilliste mit 7 Einträgen von Personen, deren Namen mit den Buchstaben „Fef“ beginnt.

## Fef

### Fefe
- Féfé (* 1976), französischer Sänger
- Fefer, Avram (* 1965), US-amerikanischer Jazzmusiker
- Feferman, Solomon (1928–2016), US-amerikanischer Mathematiker
- Feferovich, Sergio, argentinischer Dirigent und Musikpädagoge
- Fefeu, André (1938–2023), französischer Fußballspieler

### Feff
- Feffer, Itzik (1900–1952), jiddischer Dichter in der SowjetunionItzik Feffer (1900–1952)

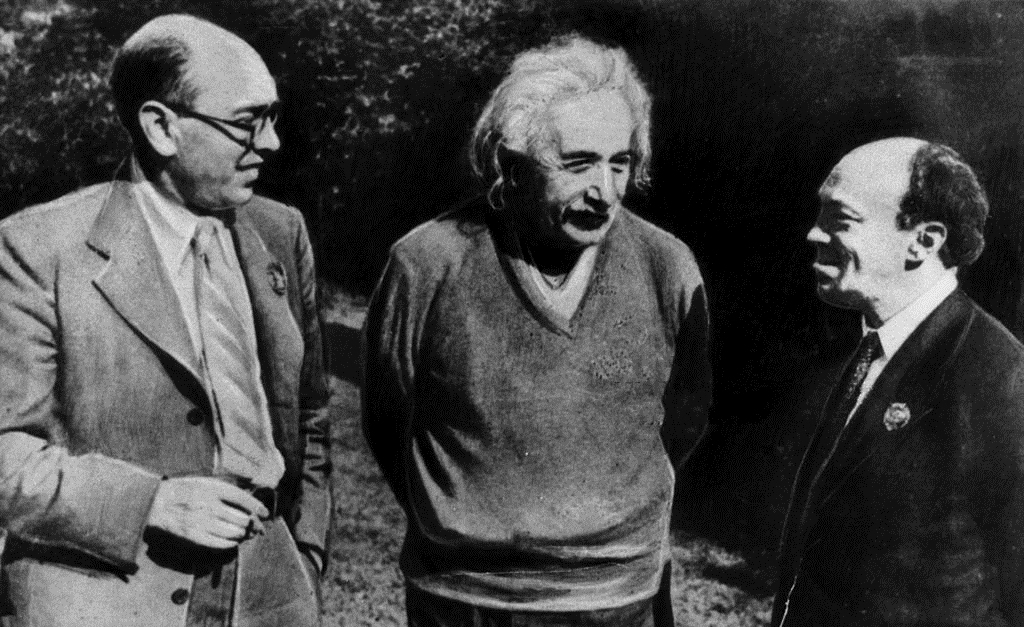
Itzik Feffer (1900–1952)

- Fefferman, Charles (* 1949), US-amerikanischer Mathematiker